# John Evans (explorador)
John Thomas Evans o Juan Evans (Waunfawr, cerca de Caernarfon, condado de Gwynedd, Reino Unido, abril de 1770 - Nueva Orleans, Luisiana española, imperio español, mayo de 1799) fue un aventurero galés al servicio de España.
Realizó la exploración del río Misuri recorriendo los actuales estados de Misuri, Dakota del Sur y Dakota del Norte, en la entonces Alta Luisiana española. 

## Biografía
John Evans nació en Waunfawr, cerca de Caernarfon (Gales, Reino Unido). En 1792 llegó Baltimore (Maryland, EE.UU.) y en 1792 se adentró en la Luisiana española al mando de una expedición carente de todo permiso, siendo hecho preso en San Luis (Luisiana española) bajo la sospecha de espionaje. Su expedición hacia el oeste estaba precedida por la del también británico Alexander MacKenzie, quien en 1792 recorrió desde fort Chipewan (lago Athabasca, Alberta) a las montañas Costeras del Pacífico, adentrándose en el disputado Territorio de Nutca. Además, las presiones expansionistas de los Estados Unidos a costa de los territorios españoles ya se habían hecho patentes con los reclamos sobre la Florida española finalmente que dieron lugar al tratado de San Lorenzo (1795).
Evans intentó excusar la presencia de su expedición en el territorio español de manera muy elaborada, haciéndola pasar por una iniciativa para la el estudio de los indígenas Mandan. Según su relato, actuaba por cuenta de la Gwyneddigion Society de Londres y la inspiración de los trabajos Iolo Morganwg sobre el descubrimiento de América en el siglo XII por el príncipe galés Madoc y la existencia de los indígenas Mandan que consecuentemente hablaban galés. Sin embargo, los motivos de Evans respondían a la exploración del territorio norteño de la Luisiana española, el comercio de pieles con los Mandan y la búsqueda de una ruta terrestre hacia el Pacífico.
En abril de 1795 España autorizó la expedición de Evans y el cartógrafo James Mackay, que iría acompañada en todo momento por una guarnición de soldados españoles. Alcanzó la región de los indígenas Mandan en el actual estado de Dakota del Norte en 1796 y regresó a San Luis en 1797. Testimonio de su exploración es el mapa de la cuenca del río Misuri desde St. Charles hasta a los pueblos mandan de Dakota del Norte, que fue empleado por la expedición de Lewis y Clark (1804) tras la compra de Luisiana por Estados Unidos (1804).
Evans no fue autorizado a regresar a los Estados Unidos o al Canadá británico, falleciendo en Nueva Orleans mayo de 1799.
En 2014, la historia de John Evans atrajo de nuevo interés por ser el tema de un libro, de una película, de un álbum y de una aplicación móvil, todo titulado American Interior, creado y producido por el músico galés Gruff Rhys.